# Politique étrangère du Pakistan

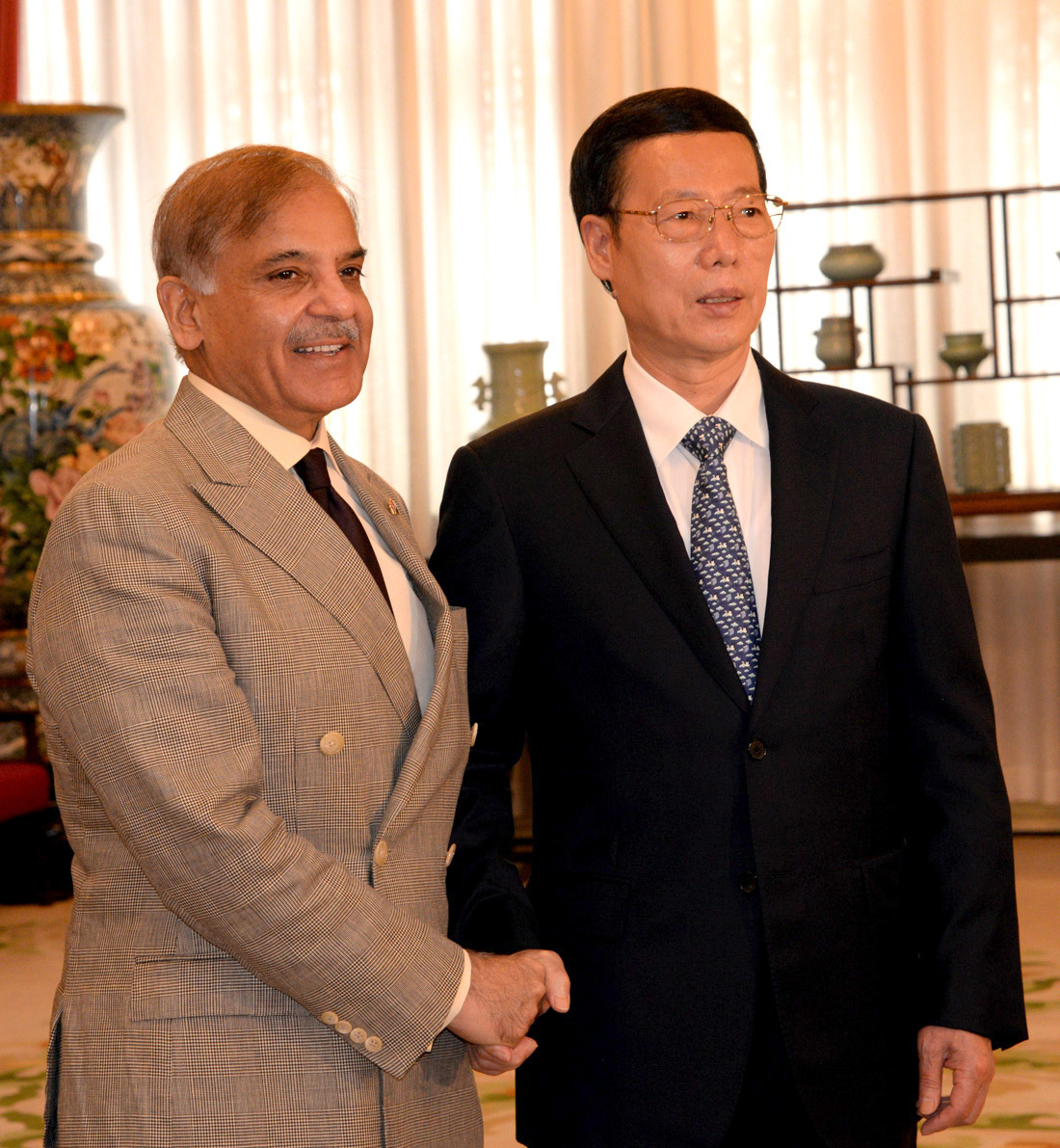
Shehbaz Sharif et Zhang Gaoli en 2016.

La politique étrangère du Pakistan (en ourdou : پاکستان کے خارجہ تعلقات) résulte de plusieurs facteurs depuis l'indépendance en 1947 tel que l'Histoire, la localisation ou encore l'identité même du pays en tant que république islamique. Faisant partie de la zone de l'Asie du Sud-Est, le Pakistan a, pendant la guerre froide puis depuis les années 1990, dû s'adapter aux interventions des grandes puissances et aux évolutions politiques dans la région.
Le Pakistan fait partie de plusieurs alliances et traités au niveau international. Depuis 2001, il fait partie de la zone touchée par la guerre contre le terrorisme et entretien dans ce cadre des partenariats et des relations avec les pays impliqués.

## Cadre constitutionnel et historique
Lors d'une allocution en 1948, Muhammad Ali Jinnah, considéré plus tard comme le père fondateur du Pakistan, s'adressa à la radio aux Américains en ces termes qui reste toujours la devise du ministère pakistanais des affaires étrangères :

« Notre politique étrangère est une politique d'amitié et de bonne volonté envers toutes les nations du monde. Nous n'avons aucune volonté d'agression contre un pays ou une nation. Nous croyons au principe d'entente cordiale dans les relations nationales et internationales. Nous sommes prêts à apporter notre plus grande contribution à la promotion de la paix et de la prospérité parmi les nations du monde. Le Pakistan soutiendra toujours par tous les moyens possibles les peuples opprimés et réprimés du monde et de respectera les principes de la Charte des Nations Unies. »

Aussi, la constitution du Pakistan régit par son article 40 les principes fondateurs des relations que doit entretenir le Pakistan envers les autres pays ainsi que son rôle au niveau international :
| The State shall endeavour to preserve and strengthen fraternal relations among Muslim countries based on Islamic unity, support the common interests of the peoples of Asia, Africa and Latin America, promote international peace and security, foster goodwill and friendly relations among all nations and encourage the settlement of international disputes by peaceful means. | L'État [du Pakistan] s'efforcera de préserver et de renforcer les relations fraternelles entre les pays musulmans fondées sur l'unité islamique, de soutenir les intérêts communs des peuples d'Asie, d'Afrique et d'Amérique latine, de promouvoir la paix et la sécurité au niveau international et de régler les différends internationaux par des moyens pacifiques. |

Le ministère des affaires étrangères est organisé comme suit :
|                           |                           |                           |                           |                           |                           |  |  |                                   |                                   |                                   |                                   |                                   |                                   |  |  |                     |                     |                     |                     |                     |                     |                    |                    |                   |                   |                   |                   |                   |                   | Conseiller du premier ministre sur la sécurité nationale et les affaires étrangères |                                    |                                    |                                    |                                    |                                    |                           |                           |  |  |                                  |                                  |                                  |                                  |                                  |                                  |                             |                             |                    |                    |                    |                    |                    |                    |  |  |                   |                   |                   |                   |                   |                   |  |  |  |  |
|                           |                           |                           |                           |                           |                           |  |  |                                   |                                   |                                   |                                   |                                   |                                   |  |  |                     |                     |                     |                     |                     |                     |                    |                    |                   |                   |                   |                   |                   |                   |                                                                                     |                                    |                                    |                                    |                                    |                                    |                           |                           |  |  |                                  |                                  |                                  |                                  |                                  |                                  |                             |                             |                    |                    |                    |                    |                    |                    |  |  |                   |                   |                   |                   |                   |                   |  |  |  |  |
|                           |                           |                           |                           |                           |                           |  |  |                                   |                                   |                                   |                                   |                                   |                                   |  |  |                     |                     |                     |                     |                     |                     |                    |                    |                   |                   |                   |                   |                   |                   | Directeur aux affaires de l'Assemblée nationale et du Sénat                         |                                    |                                    |                                    |                                    |                                    |                           |                           |  |  |                                  |                                  |                                  |                                  |                                  |                                  |                             |                             |                    |                    |                    |                    |                    |                    |  |  |                   |                   |                   |                   |                   |                   |  |  |  |  |
|                           |                           |                           |                           |                           |                           |  |  |                                   |                                   |                                   |                                   |                                   |                                   |  |  |                     |                     |                     |                     |                     |                     |                    |                    |                   |                   |                   |                   |                   |                   |                                                                                     |                                    |                                    |                                    |                                    |                                    |                           |                           |  |  |                                  |                                  |                                  |                                  |                                  |                                  |                             |                             |                    |                    |                    |                    |                    |                    |  |  |                   |                   |                   |                   |                   |                   |  |  |  |  |
|                           |                           |                           |                           |                           |                           |  |  |                                   |                                   |                                   |                                   |                                   |                                   |  |  |                     |                     | Secrétaire spécial  | Secrétaire spécial  | Secrétaire spécial  | Secrétaire spécial  | Secrétaire spécial | Secrétaire spécial |                   |                   |                   |                   |                   |                   | Secrétaire des affaires étrangères                                                  | Secrétaire des affaires étrangères | Secrétaire des affaires étrangères | Secrétaire des affaires étrangères | Secrétaire des affaires étrangères | Secrétaire des affaires étrangères |                           |                           |  |  |                                  |                                  | Secrétaire Asie Occidentale      | Secrétaire Asie Occidentale      | Secrétaire Asie Occidentale      | Secrétaire Asie Occidentale      | Secrétaire Asie Occidentale | Secrétaire Asie Occidentale |                    |                    |                    |                    |                    |                    |  |  |                   |                   |                   |                   |                   |                   |  |  |  |  |
|                           |                           |                           |                           |                           |                           |  |  |                                   |                                   |                                   |                                   |                                   |                                   |  |  |                     |                     | Secrétaire spécial  | Secrétaire spécial  | Secrétaire spécial  | Secrétaire spécial  | Secrétaire spécial | Secrétaire spécial |                   |                   |                   |                   |                   |                   | Secrétaire des affaires étrangères                                                  | Secrétaire des affaires étrangères | Secrétaire des affaires étrangères | Secrétaire des affaires étrangères | Secrétaire des affaires étrangères | Secrétaire des affaires étrangères |                           |                           |  |  |                                  |                                  | Secrétaire Asie Occidentale      | Secrétaire Asie Occidentale      | Secrétaire Asie Occidentale      | Secrétaire Asie Occidentale      | Secrétaire Asie Occidentale | Secrétaire Asie Occidentale |                    |                    |                    |                    |                    |                    |  |  |                   |                   |                   |                   |                   |                   |  |  |  |  |
|                           |                           |                           |                           |                           |                           |  |  |                                   |                                   |                                   |                                   |                                   |                                   |  |  |                     |                     |                     |                     |                     |                     |                    |                    |                   |                   |                   |                   |                   |                   |                                                                                     |                                    |                                    |                                    |                                    |                                    |                           |                           |  |  |                                  |                                  |                                  |                                  |                                  |                                  |                             |                             |                    |                    |                    |                    |                    |                    |  |  |                   |                   |                   |                   |                   |                   |  |  |  |  |
|                           |                           |                           |                           |                           |                           |  |  |                                   |                                   |                                   |                                   |                                   |                                   |  |  |                     |                     |                     |                     |                     |                     |                    |                    |                   |                   |                   |                   |                   |                   | Porte-parole                                                                        |                                    |                                    |                                    |                                    |                                    |                           |                           |  |  |                                  |                                  |                                  |                                  |                                  |                                  |                             |                             |                    |                    |                    |                    |                    |                    |  |  |                   |                   |                   |                   |                   |                   |  |  |  |  |
|                           |                           |                           |                           |                           |                           |  |  |                                   |                                   |                                   |                                   |                                   |                                   |  |  |                     |                     |                     |                     |                     |                     |                    |                    |                   |                   |                   |                   |                   |                   |                                                                                     |                                    |                                    |                                    |                                    |                                    |                           |                           |  |  |                                  |                                  |                                  |                                  |                                  |                                  |                             |                             |                    |                    |                    |                    |                    |                    |  |  |                   |                   |                   |                   |                   |                   |  |  |  |  |
|                           |                           |                           |                           |                           |                           |  |  |                                   |                                   |                                   |                                   |                                   |                                   |  |  |                     |                     |                     |                     |                     |                     |                    |                    |                   |                   |                   |                   |                   |                   |                                                                                     |                                    |                                    |                                    |                                    |                                    |                           |                           |  |  |                                  |                                  |                                  |                                  |                                  |                                  |                             |                             |                    |                    |                    |                    |                    |                    |  |  |                   |                   |                   |                   |                   |                   |  |  |  |  |
| Secrétaire administration | Secrétaire administration | Secrétaire administration | Secrétaire administration | Secrétaire administration | Secrétaire administration |  |  | Secrétaire Moyen-Orient & Afrique | Secrétaire Moyen-Orient & Afrique | Secrétaire Moyen-Orient & Afrique | Secrétaire Moyen-Orient & Afrique | Secrétaire Moyen-Orient & Afrique | Secrétaire Moyen-Orient & Afrique |  |  | Secrétaire Amérique | Secrétaire Amérique | Secrétaire Amérique | Secrétaire Amérique | Secrétaire Amérique | Secrétaire Amérique |                    |                    | Secrétaire Europe | Secrétaire Europe | Secrétaire Europe | Secrétaire Europe | Secrétaire Europe | Secrétaire Europe |                                                                                     |                                    | Secrétaire Asie-Pacifique          | Secrétaire Asie-Pacifique          | Secrétaire Asie-Pacifique          | Secrétaire Asie-Pacifique          | Secrétaire Asie-Pacifique | Secrétaire Asie-Pacifique |  |  | Secrétaire ONU & zone économique | Secrétaire ONU & zone économique | Secrétaire ONU & zone économique | Secrétaire ONU & zone économique | Secrétaire ONU & zone économique | Secrétaire ONU & zone économique |                             |                             | Audit et consulats | Audit et consulats | Audit et consulats | Audit et consulats | Audit et consulats | Audit et consulats |  |  | Chef du protocole | Chef du protocole | Chef du protocole | Chef du protocole | Chef du protocole | Chef du protocole |  |  |  |  |

En 2014, Sartaj Aziz, conseiller du premier ministre aux affaires étrangères publie un résumé de la politique du gouvernement. En 2016, il exprime lors d'un discours à Bruxelles les résultats et les objectifs du pays. Sartaj Aziz étant en place jusqu'en juillet 2017, cette politique peut être encore considéré comme étant la position actuelle du gouvernement de Nawaz Sharif. Quatre piliers forment alors les relations du Pakistan, : 
1. Garantir la sécurité du pays et ainsi lutter contre les positions extrémistes pouvant nuire à la société pakistanaise. Le Pakistan s'engage à la non-ingérence dans les affaires internes des pays étrangers.
2. Assurer la croissance économique et ainsi accroître les coopérations en matière d'accords commerciaux.
3. Entretenir de bonnes relations avec les pays limitrophes.
4. Faire du Pakistan un axe majeur dans les relations commerciales en matières d'énergie, de transport et d'échanges économique envers la Chine, l'Asie du centre et le Moyen-Orient.

Aussi, le gouvernement pakistanais se fixe comme objectif de promouvoir la culture du Pakistan à travers le monde et de protéger les intérêts de la diaspora pakistanaise.

## Zones d'actions

### Pays limitrophes

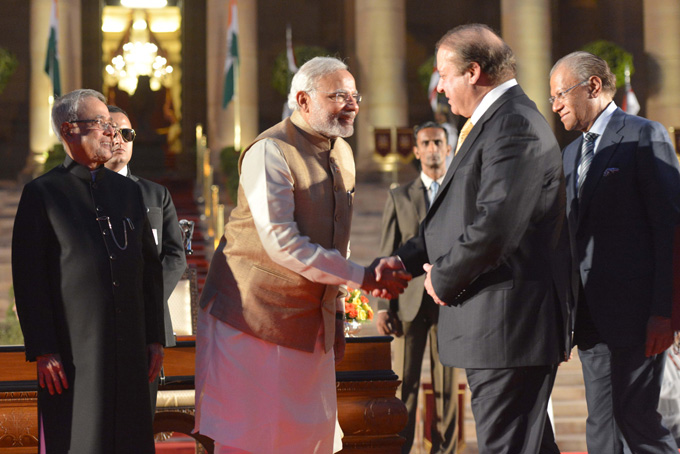
Nawaz Sharif durant l'investiture de son homologue indien Narendra Modi, le 26 mai 2014 à New Delhi.

Le Pakistan a, depuis son indépendance des rapports complexes avec ses voisins à propos de la zone contestée du Cachemire où la souveraineté est à la fois proclamée par la Chine et l'Inde. Pour pouvoir garantir la paix dans la région, le gouvernement pakistanais a construit de nombreux liens avec ses voisins. Tout d'abord, avec la mise en place du corridor sino-pakistanais et la coopération sur la lutte contre le terrorisme à sa frontière orientale, le Pakistan entretient une multitude de liens envers la Chine.
Le gouvernement pakistanais est conscient que les relations avec l'Inde sont capitales pour la paix dans le monde. C'est ainsi que des projets économiques entre les deux pays tel le pipeline Iran-Pakistan qui prévoit de s'étendre jusqu'en Inde. Aussi, le Pakistan se dit prêt à trouver des ententes bilatérales avec les gouvernements indiens successifs concernant les frontières contestées entre les deux pays.
Au nord du Pakistan, l'Afghanistan constitue un aspect central dans la politique étrangère du Pakistan. Les relations entre les deux pays se fondent sur une non-ingérence mutuelle et à des coopérations dans la lutte contre les taliban, le trafic de drogue et assurer le respect des frontières (notamment concernant la question baloutche).
En s'engageant dans plusieurs traités et organisations locales (dont la SAARC), Islamabad confirme son souhait de coopérer avec les pays asiatiques pour développer des relations commerciales, culturelles ou encore militaires.

### Pays musulmans
Le Pakistan est le second pays musulman le plus peuplé au monde après l'Indonésie et fait partie de l'OCI. Islamabad se veut être au centre des relations et des coopérations entre les différents pays musulmans. La première république islamique a engagé des accords de libres échanges avec les pays du conseil de coopération des pays du golfe. En avril 2017, le général Sharif est nommé pour être à la tête de l'alliance militaire islamique. 
Le pipeline Iran-Pakistan montre aussi que le gouvernement pakistanais accorde aussi des relations importantes envers les pays musulmans chiites. En effet, l'Iran est un voisin important du Pakistan avec qui les relations commerciales sont importantes.
Le 12 décembre, le Pakistan condamne et refuse avec 48 autres pays musulmans la reconnaissance de Jérusalem comme capitale israélienne par les États-Unis.

### Grandes puissances

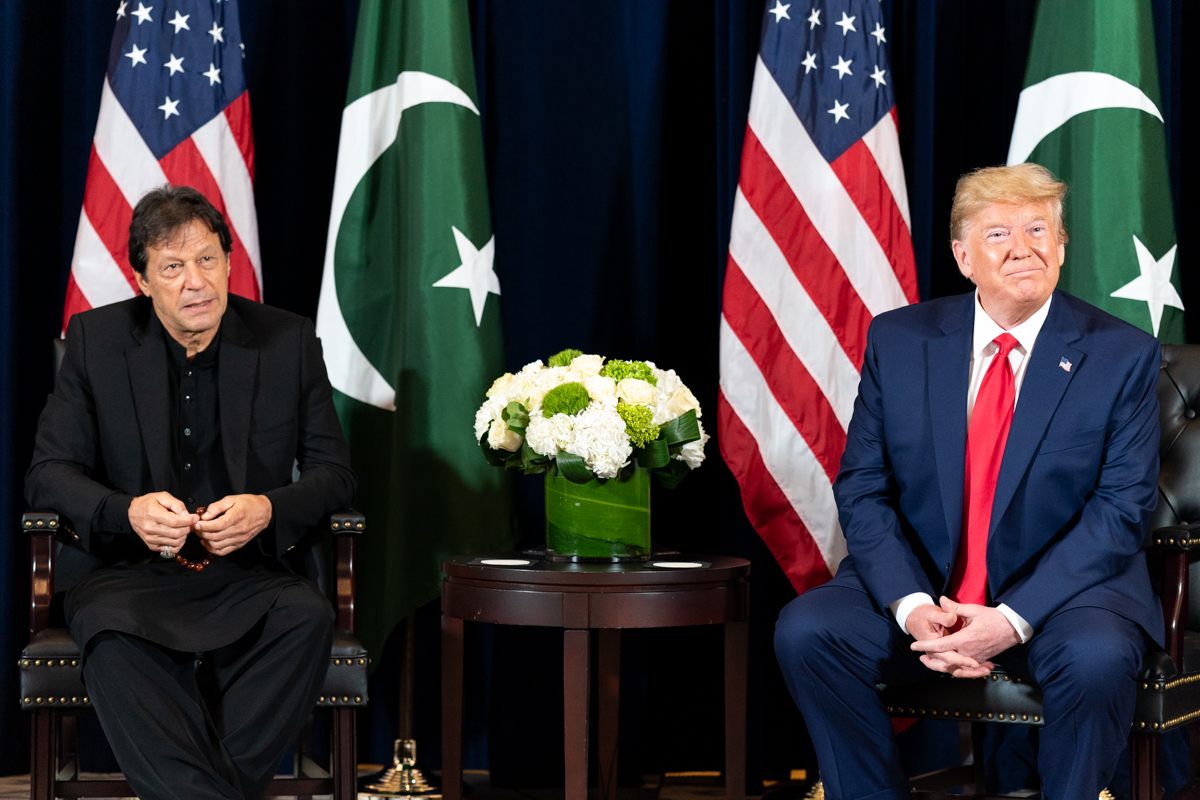
Imran Khan rencontre Donald Trump, en septembre 2019.

Les relations envers l'Union européenne sont importantes pour le gouvernement pakistanais qui développe des collaborations commerciales mais aussi des coopérations entre les services d'intelligences dans la lutte contre le terrorisme. Les relations avec la Russie sont aussi importantes et se développent dans les domaines économiques et militaires.
Le Pakistan entretien des relations commerciales peu développées envers le continent africain alors que le pays est présent dans les missions internationales pour le maintien de la paix et a joué un rôle important dans la décolonisation en étant le premier pays à prendre son indépendance du Royaume-Uni et incitant les mouvements similaires dans le continent.

## Participation aux organisations internationales
En 2017, le Pakistan est membre de :
- Banque asiatique de développement (ADB), depuis 1966[8].
- Forum régional de l'association des nations de l'Asie du Sud-Est[9]
- Commonwealth, depuis 1986[10].
- Organisation de coopération économique (ECO)[11], depuis 1985.
- Banque internationale pour la reconstruction et le développement (IBRD)[12], depuis 1952.
- Chambre de commerce internationale (ICC)[13], depuis 1955.
- Interpol[14], depuis 1956.
- Association internationale de développement (IDA)[15].
- Fédération internationale des Sociétés de la Croix-Rouge et du Croissant-Rouge (IFRCS)[16].
- Organisation hydrographique internationale[17].
- Organisation internationale de télécommunications mobiles par satellite (IMSO) en 1985[18].
- Comité International Olympique (IOC)[19].
- Fonds monétaire international (IMF) en 1950[20].
- Organisation internationale pour les migrations (IOM)[21].
- Organisation internationale de normalisation (ISO)[22].
- Union internationale des télécommunications (ITU)[23].
- International Telecommunications Satellite Organization (ITSO)[24].
- Confédération syndicale internationale (ITUC)[25].
- Union interparlementaire (IPU)[26].
- Banque islamique de développement (IDB)[27].
- Agence multilatérale de garantie des investissements (MIGA)[28].
- Mouvement des non-alignés (NAM)[29].
- Organisation pour l'interdiction des armes chimiques (OPCW)[30].
- Organisation des Nations-Unies (ONU)[31]. En 2007, le Pakistan fut le premier contributeur de personnel pour les opérations de maintien de la paix[32].
  - Conférence des Nations unies sur le commerce et le développement (UNCTAD)[33].
  - Organisation des Nations unies pour l'éducation, la science et la culture (UNESCO)[34]
  - Mission de l'Organisation des Nations unies en République démocratique du Congo.
  - Opération des Nations unies en Côte d'Ivoire.
  - Haut Commissariat des Nations unies pour les réfugiés.
  - Organisation des Nations unies pour le développement industriel.
  - Mission des Nations unies au Soudan du Sud.
  - Opération des Nations unies en Côte d'Ivoire.
  - Mission d'observation des Nations unies en Géorgie[34].
  - Organisation météorologique mondiale[35].
  - Organisation mondiale du tourisme[36].
  - Organisation mondiale de la santé (WHO)[37].
  - Organisation maritime internationale (IMO)[38].
  - Organisation internationale du travail (ILO)[39].
  - Fonds international de développement agricole (IFAD)[40].
  - Organisation des Nations unies pour l'alimentation et l'agriculture (FAO)[41], depuis 1947.
  - Agence internationale de l'énergie atomique (IAEA)[42], depuis 1957.
  - Organisation de l'aviation civile internationale (ICAO)[43], depuis 1947.
  - La Mission conjointe des Nations unies et de l'Union africaine au Darfour (UNAMID)[44]
- Organisation de la coopération islamique (OIC)[45].
- Organisation de coopération de Shanghai (SCO)[46].
- South Asia Co-operative Environment Programme (en) (SACEP)[47].
- Association sud-asiatique pour la coopération régionale (SAARC)[48].
- Organisation mondiale du commerce (WTO)[49], depuis 1995.
- Heart of Asia - Istanbul Process (en)[50].